# Haloragaceae
Haloragaceae é uma família de plantas angiospérmicas (plantas com flor - divisão Magnoliophyta), pertencente à ordem Saxifragales que por sua vez compõe a classe Magnoliopsida (Dicotiledóneas) pois os embriões apresentam dois ou mais cotilédones.
As Halogaraceae são ervas perenes, ou seja, possuem um ciclo de vida longo e portanto, raramente são anuais. Estão presentes em habitat aquático e terrestre, estando distribuídas principalmente no Hemisfério Sul, com maior incidência na Austrália.

## Morfologia
Essas plantas apresentam caules longos que podem ser rastejantes ou eretos. Apresentam folhas simples nas espécies terrestres e lobadas nas espécies aquáticas. Suas folhas apresentam estípulas, são dispostas em cruz ou alternadas.
A inflorescência é do tipo dicásio, composta por 1 a 5 flores que surgem a partir da axilas de brácteas primárias semelhantes a folhas. Suas flores são pequenas, possuem simetria radial (actnomorfas), podem ser bissexuais ou unissexuais sendo que temos a ocorrência de protandria, cálice composto por 2-4 sépalas e possuem cerca de 2-8 estames curtos e delgados.
A dispersão do pólen ocorre tanto pelo vento (anemofilia) como por insetos (entomofilia). Apresentam ovário ínfero com 1-2 ou 4 células com a presença de septos sólidos ou praticamente ausentes. Os óvulos se desenvolvem a partir da placentação apical do tipo anátropo.
A fruta é semelhante a uma noz ou drupa, indeiscente pois não ocorre sua abertura após a maturação, com 1 semente. O pericarpo é membranoso ou endocarpo lenhoso. Exocarpo é membranoso ou inchado e espinhoso. As sementes apresentam testa delgada, embrião cilíndrico, rodeado por albúmen espesso e branco.

## Distribuição
As Haloragaceae estão amplamente distribuídas em regiões temperadas e subtropicais de todos os continentes, inclusive, algumas espécies de Myriophyllum são encontradas no Ártico, no entanto, são principalmente encontradas no Hemisfério Sul com uma concentração com cerca de 70% das espécies em torno da Austrália, Nova Zelândia e Tasmânia .

## Origem e Evolução
Estudos utilizando sequências de DNA de ITS, matK e os íntrons trnK 50 e trnK 30 obtidos de 102 espécies representantes dos 8 gêneros de Haloragaceae para a datação Bayesiana, sugere que a primeira diversificação das Haloragaceae existentes ocorreu na Austrália, durante o período Eoceno (37,3 a 56,3 Ma). 
A diversificação dessa família teria se iniciado no hemisfério sul como resultado de eventos de vicariância entre Austrália, América do Sul e Nova Zelândia. Além disso, os resultados também indicaram múltiplas rotas de dispersão para a Ásia durante o Mioceno e consequente dispersão para Europa e América do Norte. 

### Espécies[1]
- Haloragis trigonocarpa
- Hatoragis erecta
- Haloragis exalata
- Haloragis stricta
- Haloragis eyreana
- Haloragis glauca
- Haloragis aspera
- Halogaris dura
- Haloragis heterophylla
- Haloragis acutangula
- Haloragis foliosa
- Haloragis hamata
- Haloragis digyna
- Haloragis serra
- Haloragis masatierrana
- Trihaloragis hexandrus
- Haloragodendron glandulosum
- Haloragodendron lucasii
- Haloragodendron gibsonii
- Haloragodendron bauerlenii
- Haloragodendron monospermum
- Haloragodendron racemosum
- Gonocarpus elatus
- Gonocarpus longifolius
- Gonocarpus teucrioides
- Gonocarpus humilis
- Gonocarpus mezianus
- Gonocarpus oreophilus
- Gonocarpus tetragynus
- Gonocarpus salsoloides
- Gonocarpus urceolatus
- Gonocarpus scordioides
- Gonocarpus nodulosus
- Gonocarpus chinensis
- Gonocarpus leptothecus
- Gonocarpus acanthocarpus
- Gonocarpus ephemerus
- Gonocarpus pusillus
- Gonocarpus paniculatus
- Gonocarpus trichnostachyus
- Gonocarpus benthamii
- Gonocarpus cordiger
- Gonocarpus intricatus
- Gonocarpus montanus
- Gonocarpus micranthus
- Gonocarpus eremophyllus
- Myriophyllum votschii
- Myriophyllum lophatum
- Myriophyllum alpinum
- Myriophyllum limnophilum
- Myriophyllum drummondii
- Myriophyllum echinatum
- Myriophyllum simulans
- Myriophyllum variifolium
- Myriophyllum petraeum
- Myriophyllum crispatum
- Myriophyllum ussuriense
- Myriophyllum papillosum
- Myriophyllum trachycarpum
- Myriophyllum coronatum
- Myriophyllum filiforme
- Myriophyllum laxum
- Myriophyllum tenellum
- Myriophyllum humile
- Myriophyllum heterophyllum
- Myriophyllum hippuroides
- Myriophyllum pinnatum
- Myriophyllum farwellii
- Myriophyllum latifolium
- Myriophyllum muricatum
- Myriophyllum dicoccum
- Myriophyllum lapidocola
- Myriophyllum amphibium
- Myriophyllum pedunculatum
- Myriophyllum tillaeoides
- Myriophyllum trifida
- Myriophyllum sbiricum
- Myriophyllum spicatum
- Myriophyllum alterniflorum
- Myriophyllum caput-medusae
- Myriophyllum salsugineum
- Myriophyllum verrucossum
- Myriophyllum balladoniense
- Myriophyllum quitense
- Myriophyllum triphyllum
- Myriophyllum robustum
- Myriophyllum decussatum
- Myriophyllum verticillatum
- Myriophyllum oguraense
- Myriophyllum matogrossense
- Myriophyllum aquaticum
- Laurenbergia minor
- Laurenbergia repens
- Laurenbergia tetrandra
- Proserpinaca pectinata
- Proserpinaca palustris
- Meionectes brownii
- Meionectes teunifolia
- Glischrocaryon behrii
- Glischrocaryon roei
- Glischrocaryon flavescens
- Glischrocaryon aureum

### Espécies de ocorrência no Brasil
- Laurenbergia tetrandra. Domínios: cerrado e mata atlântica. Distribuição geográfica: Nordeste (PE, BA), Centro-Oeste (DF, MS), Sudeste (ES, RJ, SP), Sul (PR, SC, RS) [3].
- Myriophyllum aquaticum. Domínios: cerrado e mata atlântica. Distribuição geográfica: Nordeste (BA), Sudeste (SP), Sul (PR, SC, RS)[3].